# Gus Dudgeon
Angus Boyd (Gus) Dudgeon (Woking, 30 september 1942 – Reading (Berkshire) 21 juli 2002) was een Brits platenproducer en ontdekker van samplen binnen de muziek. Hij is bekend geworden als producer voor Elton John, met wie hij het platenlabel Rocket Records oprichtte.
Dudgeon werd geboren in Surrey. Na allerlei baantjes te hebben gehad kwam hij terecht als loopjongen bij de Olympic Studios van Decca Records. Al snel ging daar het verhaal rond, dat hij bandrecorders kon repareren en ook met de bediening daarvan uit de voeten kon. Hierop voortbordurend ontwikkelde hij zich tot geluidstechnicus, overigens zonder muzikale opleiding. Hij begeleidde The Zombies en John Mayall's Bluesbreakers, maar was ook betrokken bij Tom Jones en The Rolling Stones. Het gerucht gaat dat Dudgeon aanmerkingen had op de uiteindelijke mix van een lied van The Moody Blues (destijds ook bij Decca) en een aanvaring kreeg met producer Denny Cordell. Volgens Dudgeon zou Cordell uiteindelijk hebben toegegeven dat hij gelijk had. Hij werd ingeschakeld bij albums van Ten Years After, Bonzo Dog Band en Gilbert O'Sullivan. Nadat hij een muziekalbum had opgenomen met Ralph McTell, werd hij ingeschakeld voor het eerste eigen gelijknamige album van de Strawbs.

## Elton John
Hij werd ingeschakeld door arrangeur Tony Visconti, die ontevreden was over het eerste resultaat van de song Space Oddity van David Bowie. Dudgeon bewerkte het geheel tot de thans bekende versie. Hetzelfde gebeurde toen Elton John bij hem kwam met de song Your Song. Dudgeon voegde een begeleiding door koor en orkest toe. Het werd over de gehele wereld dé hit van Elton John. Deze hield vervolgens Dudgeon lang als producer aan. Jarenlang ging dat volgens hetzelfde patroon; John kwam met de zang en piano en verliet dan de studio; Dudgeon vulde de rest in en aan. Samen met Bernie Taupin en Steve Brown richtten zij Rocket Records op, waarop naast John ook andere artiesten albums uitbrachten, zoals Alan Hull van Lindisfarne.

## Na Elton John
Na 12 albums was de samenwerking met Elton John voorbij. Dudgeon kwam in de folkscene terecht, die hij al een beetje kende via de Strawbs. Een hele reeks bands kwam voorbij: Audience, Chris Rea, Ralph McTell, Joan Armatrading, Elkie Brooks, Fairport Convention, The Sinceros, The Beach Boys, Steeleye Span.
Dudgeon nodigde de Nederlandse band Solution uit bij Rocket Records te tekenen en produceerde twee albums voor hen: Cordon Bleu (1975) en Fully Interlocking (1977). In de jaren tachtig bouwde hij zijn eigen Sol Studio en kwam terecht in de new wave met bands als XTC, Menswear en The Frank and Walters. Inmiddels was de ruzie met Elton John voorbij en hij produceerde weer drie albums voor hem.
Toen de royalty's binnenkwamen van Elton Johns album, realiseerde hij zich dat de 250 Britse ponden die hij had gekregen voor Bowies hit, wel erg karig waren; hij spande in 2002 een proces aan om alsnog een miljoen pond te verkrijgen. Hij was oprichter van The Music Producers Guild.
Al in 1971 gebruikte Dudgeon samples bij het hitje He’s gonna step on you again van John Kongos; hij mixte Afrikaanse percussiegeluiden door het liedje heen.
Dudgeon kwam op 59-jarige leeftijd om het leven bij een auto-ongeluk, samen met zijn vrouw Sheila, met wie hij sinds 1969 was gehuwd. Waarschijnlijk was hij achter het stuur in slaap gevallen.
- Biblioteca Nacional de España: XX5141193
- Gemeinsame Normdatei: 1147421013
- International Standard Name Identifier: 0000 0003 7201 5845
- Library of Congress Control Number: no2024009087
- MusicBrainz: dddcd10e-672b-4145-aca1-0fba534d1782
- Istituto Centrale per il Catalogo Unico: UBOV506691
- Virtual International Authority File: 196360214
- WorldCat: E39PBJqBvRGVxTXpVbX9bqbTpP